# 과학로 (전주 완주)
과학로는 전북특별자치도 전주시 덕진구 송천동부터 완주군 봉동읍 둔산리까지를 잇는, 전주 시내에서 곧바로 전주 3공단(완주산업단지)로 연결되는 도로이다.
2013년 12월 21일 짙은 안개와 추위에 도로 표면이 어는 블랙아이스 현상 때문에 전주시 전미동과 완주군 삼례읍을 잇는 회포대교에서 43중 추돌사고가 발생했다.

## 연혁
- 2017년 2월 28일 : 전주시 에코시티 조성사업으로 기점을 송천역네거리로 변경함. 이에 따라 총 연장이 10.7km에서 10.8km로 증가.[2]

## 주요 경유지
전북특별자치도
- 전주시 덕진구
  - 회포대교 - 전미동 - 송천동2가
- 완주군
  - 회포대교 - 삼례읍 - 봉동읍

## 접속 도로
- 송천중앙로
- 동부대로 (26번 국도)
- 전미중앙로
- 초포로
- 소양천변로
- 새만금북로 (21번 국도)
- 삼봉로 (799번 지방도)
- 완주산단1로
- 완주산단2로
- 완주산단3로
- 완주산단4로
- 완주산단5로
- 완주산단6로
- 완주산단7로
- 완주산단8로
- 완주산단9로
- 봉동로 (799번 지방도)